# Campionati italiani di ciclismo su strada 2025
I Campionati italiani di ciclismo su strada 2025 si sono svolti in Veneto, Friuli-Venezia Giulia e  Lombardia dal 21 al 29 giugno 2025.

## Calendario[1][2]
| Data                   | Località                                       | Prova                        | Distanza               |
| Cronometro individuali | Cronometro individuali                         | Cronometro individuali       | Cronometro individuali |
| ---------------------- | ---------------------------------------------- | ---------------------------- | ---------------------- |
| 25 giugno              | Morsano al Tagliamento-San Vito al Tagliamento | Donne junior                 | 28 km                  |
| 25 giugno              | Morsano al Tagliamento-San Vito al Tagliamento | Uomini junior                | 28 km                  |
| 26 giugno              | Morsano al Tagliamento-San Vito al Tagliamento | Uomini Elite                 | 28 km                  |
| 26 giugno              | Morsano al Tagliamento-San Vito al Tagliamento | Donne Elite e Under 23       | 28 km                  |
| 26 giugno              | Morsano al Tagliamento-San Vito al Tagliamento | Uomini U23                   | 28 km                  |
| Corsa in linea         |                                                |                              |                        |
| 21 giugno              | Portovecchio                                   | Donne junior                 | 91,8 km                |
| 22 giugno              | Portovecchio                                   | Uomini junior                | 132,4 km               |
| 28 giugno              | Darfo Boario Terme                             | Donne Elite e Donne Under 23 | 130,4 km               |
| 29 giugno              | Darfo Boario Terme                             | Uomini Under 23              | 175,6 km               |
| 29 giugno              | Trieste - Gorizia                              | Uomini Elite                 | 228,8 km               |

## Risultati
| Eventi                 | Oro                  | Tempo    | Argento               | Tempo   | Bronzo              | Tempo   |
| Uomini Élite           |                      |          |                       |         |                     |         |
| Gara in linea dettagli | Filippo Conca        | 5h15'21" | Alessandro Covi       | a 1"    | Thomas Pesenti      | s.t.    |
| Cronometro dettagli    | Filippo Ganna        | 30'35"   | Filippo Baroncini     | a 46"   | Mattia Cattaneo     | a 57"   |
| Donne Élite            |                      |          |                       |         |                     |         |
| Gara in linea dettagli | Elisa Longo Borghini | 3h28'26" | Monica Trinca Colonel | a 56"   | Eleonora Ciabocco   | a 1'51" |
| Cronometro dettagli    | Vittoria Guazzini    | 34'19"   | Elisa Longo Borghini  | a 6"    | Federica Venturelli | a 1'15" |
| Uomini Under-23        |                      |          |                       |         |                     |         |
| Gara in linea dettagli | Alessandro Borgo     | 4h21'45" | Dario Igor Belletta   | a 4"    | Simone Gualdi       | s.t.    |
| Cronometro dettagli    | Davide Donati        | 32'25"   | Nicolas Milesi        | a 8"    | Luca Giaimi         | a 12"   |
| Donne Under-23         |                      |          |                       |         |                     |         |
| Gara in linea dettagli | Eleonora Ciabocco    | 3h3'15"" | Francesca Barale      | a 3'28" | Gaia Segato         | a 3'43" |
| Cronometro dettagli    | Federica Venturelli  | 35'34"   | Francesca Pellegrini  | a 2'38" | Carlotta Cipressi   | a 2'54" |
| Uomini junior          |                      |          |                       |         |                     |         |
| Gara in linea dettagli | Vincenzo Carosi      | 3h09'07" | Patrick Pezzo Rosola  | s.t.    | Michele Pascarella  | s.t.    |
| Cronometro dettagli    | Roberto Capello      | 20'31"   | Davide Frigo          | a 20"   | Riccardo Colombo    | a 24"   |
| Donne junior           |                      |          |                       |         |                     |         |
| Gara in linea dettagli | Matilde Rossignoli   | 2h28'52" | Elisa Ferri           | a 5"    | Giorgia Pellizzotti | s.t.    |
| Cronometro dettagli    | Elena De Laurentiis  | 23"51"   | Maria Acuti           | a 15"   | Chantal Pegolo      | a 24"   |